# Setge de Bellcaire
El Setge de Bellcaire o Presa de Bèlcaire (Primavera-estiu de 1216) fou una batalla de la Croada albigesa.

## Antecedents
Després de la batalla de Muret, Simó de Montfort va entrar a Tolosa, acompanyat del nou legat papal Pere de Benevento, i de l'infant Lluís, fill de Felip II August de França, fet que es va interpretar com un canvi d'intencions de la monarquia franca que ara decidia implicar-se en la croada. El novembre de 1215 tingué lloc el quart Concili del Laterà, on es va reconèixer Simó de Montfort com a comte de Tolosa, i on ell mateix va justificar les massacres de la població local. Ramon VI de Tolosa, exiliat a Catalunya després de Muret fou desposseït de tots els seus béns i títols.
Cap a final de març de 1216, Ramon VII de Tolosa i el seu pare havien anat de Gènova a Marsella i, com que no estaven gaire segurs de la rebuda que els faria la independent ciutat provençal, s'havien instal·lat en un castell dels afores. Però el gran port foceà no trigà a tranquil·litzar-los i els acollí amb un entusiasme tan gran que, creixent de poble a poble, palesà aviat que els provençals no volien saber res dels francesos.

### Viatge triomfal fins a Avinyó
Pel maig, els burgesos d'Avinyó feren l'acte d'adhesió més important: els enviaren un missatger per invitar-los a acudir-hi i prendre possessió de la vila. Ramon VII i el seu pare no es feren pregar i, muntant dalt d'una bona mula alarb, es dirigiren cap a Avinyó. El viatge fou una trajecte triomfant per tota la Provença. Passaren la nit a Selon, i l'alba tornaren a posar-se en marxa fins a la caiguda de la nit quan Avinyó els rebé.
En córrer la nova que arribaven no hi hagué ni vellard ni jovencell que no acudís tot joiós afanyant-se pels carrers. Els un cridaven: «Tolosa!», en honor del pare i el fill, i els altres: «Joia! D'ara en avant Déu estarà amb nosaltres!». Tan gran fou l'apilotament i la processó que calgué recórrer a les amenaces, les vares i els bastons! El diumenge al matí se celebrà la cerimònia del jurament i tots digueren: «Senyor legítim i benamat, no tingueu por de donar no de despendre...Us subministrarem els diners i els homes necessaris fins que recobreu la vostra terra, o morirem amb vós».
El comte i el seu fill celebraren un consell per determinar quins eren els millors mitjans de recuperar els senyorius que Montfort els havia pres. Decidiren que En Ramon VI aniria cap a Catalunya i demanaria l'ajut dels catalans al comtat del Pallars, on l'occità Roger de Comenges era comte consort.
El vell comte Ramon degué viatjar d'incògnit; en primer lloc per a no crear conflictes als catalans o a llur procurador; en segon lloc, per evitar que els francesos poguessin sospitar llurs projectes de resistència. Mentrestant, el jove Ramon VII es quedà organitzant la possessió del marquesat de Provença, i el seu primer acte fou cridar a Avinyó els senyors provençals que li eren fidels. Amb ells formà un veritable exèrcit amb Guiu de Cavalhon, Ademar de Peitiers, Eleazar d'Usés, Ponç de Mondragon, Bertran Porcelet i Ponç de Sant Just.

### Comença gestar-se la revolta
Provença no demanava altra cosa per a iniciar la revolta contra l'invasor francès. Aviat ho veié el jove Ramon quan els burgesos de Bèlcaire vingueren a oferir-li Bèlcaire significava tenir lliure el pas del Roine, separació natural entre el Llenguadoc i Provença. Montfort era a Melun, a la cort de Felip August, i només podia comptar amb mercenaris i soldats professionals. L'ocasió era, doncs, propícia per a la rebel·lió total de les terres del patrimoni tolosà. Ramon VII es presentà amb la seva host davant Bèlcaire i tot seguit els burgesos li obriren les portes i li donaren les claus de la vila sota les aclamacions populars.
Sorpresos, els croats del senescal Lambert de Limós, a qui Montfort havia confiat la vila, es refugiaren al castell. I, com que En Lambert no era home que capitulés fàcilment, feu armar la companyia de Guillem de la Mota i Bernat Adalbert, i els feu sortir per la porta del castell, sabrejant al galop pels carrers i cridant: «Montfort! Montfort!» Ramon VII i els barons provençals llurs ensenyes i es bateren amb els crits de «Tolosa! Tolosa!» Delmats pels projectils de tota mena que els llençaven els belcairencs, els francesos hagueren de tornar a tancar-se al castell. Però el jove comte, tot portant l'avantatge, preferí d'ésser prudent abans de continuar l'atac i feu rodejar el seu campament amb sòlids atrinxeraments.
Advertits immediatament del setge de Bèlcaire, el germà i el primogènit de Montfort, que durant l'absència d'aquest custodiaven el Tolosà, arreplegaren tantes tropes com pogueren i, ensems amb el bisbe de Carcassona i alguns cavallers, corregueren cap a Bèlcaire a marxes forçades. Al mateix temps despatxaren un correu darrere l'altre per fer cuitar Montfort, que tornava de França amb cent vint cavallers assalariats. El 3 de juny Amaurí i Guiu de Montfort eren a Nimes; el 4 prengueren el castell de Bèlagarda, que hauria pogut molestar llur rereguarda. Tot seguit avançaren dividits en tres cossos de tropa cap a Bèlcaire, disposats a lliurar batalla. Però Ramon VII, que no havia oblidat la lliçó de la batalla de Muret, no volgué sortir. Decebuts, els francesos tornaren cap a Bèlagarda, on poc després, el 6 de juny, se'ls ajuntà Simó, que prengué tot seguit les disposicions per atacar Bèlcaire.

## El setge
L'endemà, 7 de juny, Simó decidí d'assetjar la vila, que, al mateix temps, assetjava el castell; els assetjants es convertiren així en assetjats. Però la situació del jove Ramon, protegit per les muralles de Bèlcaire i per les trinxeres que havia construït entorn del seu camp, era molt més favorable. Tenia a poder seu el Roine, que, a més d'ésser una barrera difícilment franquejable, era una font continua de reforços i queviures, que li arribaven en vaixell des d'Avinyó, Marsella, Tarascó i Vall-llobrega.
La Cançó de la Croada, en relatar-ho, esdevé èpica: «Els de Marsella venen amb alegria. Enmig del Roine canten els remers; al davant hi ha els pilots que arreglen les veles, els arquers i els que menen les barques. Els corns, les trompes, els címbals i el tambors fan ressonar el ribatge des de l'aurora; els escuts i les llances, l'atzur, el vermell, el verd i el blanc, l'or fi i l'argent es mesclen a l'esclat del sol i l'aigua des que la broma es dissipà».
En Simó, en canvi, s'aprovisionava difícilment a través de Nimes i de Sant Gil. Havia de pagar molt cars uns queviures que escassejaven i establir poderoses escortes per als seus combois, cosa que encara afeblia més el seu exèrcit. Ramon i els seus homes tenien tot el que volien, fins i tot el vi de Genestet, que el continuador de la Cançó de la Croada sembla haver apreciat força: «De la contrada venen gèneres i provisions, bous i vaques, porcs i moltons, oques i gallines, perdius i capons, blat i farina, i el vi de Genestet, que circula amb tanta de profusió que hom en diria una terra promesa».
Aviat la guarnició del castell es trobà en destret. La bandera del lleó dels Montfort continuava flotant dalt la torrassa del castell, però el jove Ramon, que tenia prou gent, multiplicava els atacs. Lambert de Limós i Guillem de la Mota encoratjaven llurs homes; però, sorpresos per la revolta, no havien tingut temps d'avituallar-se. Les reserves de queviures anaven baixant, l'aigua els mancava totalment, el vi escassejava, i calgué menjar-se els cavalls. Els francesos, afamats, i com presoners dins el castell, hissaren la bandera negra per assenyalar llur situació i implorar una ajuda immediata.
Els francesos assetjants havien aconseguit de fabricar un ariet monstre, que començà a rompre la muralla. Però els occitans pogueren agafar-li el cap amb un llaç escorredor i. Per consegüent, inutilitzar-lo. Els sapadors, que al mateix temps atacaven el peu del baluard, foren cremats amb el diluvi d'estopa i de sofre encesos. Em Montfort, furiós per aquella resistència, es llançà novament a l'atac. Després d'un combat incert a la caiguda de la nit fou rebutjat.
Nombrosos reforços anaven arribant per ajudar Ramon VII. Ara provenien sobretot del comtat de Provença, terra del casal català que, com és natural, sostenia la política pro-occitana del regent Sanç. Pere de Vaux-de-Cernaiy assenyala perspicaçment: «Els croats, en combatre Bèlcaire, assetjaven també, de certa manera, totes les viles que hi havia enviat reforços, és a dir, tot Provença en pes». El vent de la llibertat bufava per escombrar els usurpadors de la dinastia occitana, que oprimien el país. Pel temor dels francesos, el jove comte gaudia d'una coalició de forces inexistent a Occitània des de la batalla de Muret.

### Lluita aferrissada i despietada
Els burgesos de Bèlcaire es batien tan aferrissadament com els cavallers de Ramon VII. La lluita era despietada. Tant d'un costat com de l'altre, tot el qui queia presoner moria penjat, això si no li tallaven els membres i els peus i els feien servir com a projectils per als manganells. Les setmanes anaven passant i la guarnició del castell es trobava a la darrera extremitat. Després de menjar les mules van menjar els cavall, i fins i tot Guillem de Lamota va proposar el canibalisme. Lambert de Limós feu hissar novament la bandera negra. Simó contestà lliurement un tercer combat, que no tingué més sort que els precedents. Els companys de Simó prestaren discursos vehements contra llur cap, estaven lassos de batre's sense treva per servir la seva ambició. En comptes de córrer aventures a la vora del Roine, preferien ésser al Llenguadoc, ocupar-se dels feus que havien conquerit, defensar-los si calia i gaudir d'un repòs que consideraven ben guanyat.

### L'últim ardit de Montfort
I així s'arribà fins al 15 d'agost: el castell continuava resistint contra Ramon i la vila contra Simó de Montfort. Aquest ja no sabia que feia, de tan aïrat com estava per la resistència del seu jove adversari i la inseguretat d'aquell país que ni la rereguarda no li deixava en pau. Llavors es valgué de l'astúcia, ens diuen els trobadors, que, com per a Muret, l'acusen d'haver romput pèrfidament la treva que li fou concedida per negociar. Envià a la vila En Dragonet de Mondragon, senyor del seguici de Ramon VI, però partidari dels francesos, perquè negociés una treva en vistes a la capitulació.
Al mateix temps, preparà un suprem assalt. Cent dels seus millors cavallers s'armaren en secret i, durant la nit del 15 al 16, s'emboscaren, sota el comandament personal de Montfort, a l'hospital de Sant Llàtzer, que es trobava prop de la vila. La idea era que aquells homes escollits, aprofitant un assalt general que donarien els altres croats, s'emparessin d'una de les portes de la vila i sorprenguessin l'enemic per darrere. L'atac fou donat a l'alba, però l'ardit de Montfort havia estat descobert i la gent de l'emboscada pogué difícilment salvar-se.

### La Cançó
La Cançó de la Croada fa una descripció terrible del rude combat:
| «                          | pedres, dardells i llances, fletxes i cairells, alabardes i piques, destrals, estavellant broquers, cristalls dels elms, asbercs i capells de ferro, escuts i tires dels froquers, frens i cascavells, queien pertot arreu com volves de neu. El cruixit de les llances i el frec de les espases feien un brogit com de tempesta o de grans cops de martell. Tan ferotge és el combat, tan perillós i tan dur, que els croats han fet girar gropes a llurs cavalls alarbs: els de la vila els persegueixen amb llurs cops i llurs crits. Llavors hauríeu vist romandre sobre el terreny o volar a trossos les cames, peus, braços, entranyes i pulmons, caps, barres, cabells i cervells... Quan cessà el combat, hi havia past abundant per als gossos i ocells de presa | » |
| — Cançó de la Croada, 4574 | |   |

Desanimat per aquell sagnant revés, Montfort reuní el seu consell de guerra i estaven deliberant quan un missatger, que havia pogut evadir-se del castell durant la batalla, els vingué a descriure la misèria extrema dels assetjats.

### Tolosa perilla
En Guiu de Montfort aconsellà llavors al seu germà que abandonés aquella lluita que de feia tres mesos el tenia allunyat del Llenguadoc. S'havien rebut notícies que Ramon VI havia travessat els Pirineus i hom assenyalava que a Tolosa hi havia una agitació molt perillosa entre els ciutadans. Això resolgué Simó a negociar sense artificis.
Mitjançant En Dragonet de Mondragon, que continuava dins la vila, es precisaren els detalls de la capitulació. Montfort feu oferir al seu jove vencedor el marquesat de Provença, Avinyó, Tarascó, Bèlcaire i el seu castell, amb la condició que atorgués una capitulació honrosa a Lambert de Limós i a la seva guarnició. Però Ramon VII, victoriós, dictà les seves condicions: només atorgava la vida estorta a la guarnició del castell. I Simó hagué de conformar-s'hi. Acabava de conèixer la seva primera desfeta, i a mans d'un jovencell. Quan el 24 d'agost rebé finalment els seus homes, sense armes ni cavalls, no es deturà i fugí ràpidament d'aquelles regions.
El fracàs de Simó de Montfort esfumava el record de Castellnou d'Arri, de Muret i tants d'altres setges benastrucs per als croats. Les investidures atorgades pel Concili del Laterà i confirmades pel rei de França, Felip August perdien llur importància davant la victoriosa resistència d'un jove heroi de dinou anys. El lleó envellit, havia hagut de retirar-se; com tots els dictadors, no havia sabut deturar-se o no havia pogut. La pèrdua de prestigi soferta al peu dels baluards de Bèlcaire alliberà els senyors occitans de la por gairebé supersticiosa que Simó i els seus homes havien inspirat.

## Conseqüències
Entre maig i setembre de 1217, Simó de Montfort va recuperar terreny però va esmerçar importants recursos militars i econòmics que el van afeblir. A la fi de l'any 1217, després de guanyar la batalla de Salvetat amb un exèrcit català i occità format al Pallars, Tolosa va obrir-li les portes el 13 de setembre, i els croats ràpidament la posaren a setge i la van recuperar després de vuit mesos, el juny de 1218, i durant el qual va morir el mateix Montfort. Tolosa va retornar al domini de Ramon VI. Durant aquell temps, però, el nou papa de Roma Honori III havia convençut els francesos del nord d'implicar-se més en la croada i el rei va manar al seu fill Lluís de fer una incursió a Marmanda i posar setge a la ciutat de Tolosa el 1219, però Lluís acabà retornant a casa seva.
La situació es va estabilitzar fins al punt que el 1223 tolosans i croats van signar una treva, i l'any següent tots els barons tradicionals del Llenguadoc governaven com abans.